# 加藤将太 (実業家)
加藤 将太（かとう しょうた）は、日本の実業家。
ココデ・グローバル株式会社の創業者であり、クラウドソフトウェア開発・コンサルティング事業を手がける。同社のほか複数企業の経営にも携わる。

## 経歴
神戸市立工業高等専門学校を経て、京都大学工学部電気電子工学科に進学。卒業後、京都大学経営管理大学院でMBAを取得。
大学院修了後、NTTデータ公共システム部門に入社するが、約5か月で退社し起業の道へ。